# Dundeok-myeon
Dundeok-myeon (koreanska: 둔덕면) är en socken i staden Geoje i provinsen Södra Gyeongsang, i den södra delen av Sydkorea,
300 km sydost om huvudstaden Seoul. Dundeok-myeon ligger på ön Geojedo. Till socknen hör också ön Hwado med 149 invånare samt ett antal obebodda öar.